# 焼いてるふたり
『焼いてるふたり』（やいてるふたり）は、ハナツカシオリによる日本の漫画作品。『モーニング』（講談社）にて、2020年43号から連載中。静岡県浜松市を舞台とした作品である。2025年6月時点で電子書籍を含む累計発行部数が150万部を突破している。
2024年7月より、『焼いてるふたり 〜交際0日 結婚から恋をはじめよう〜』のタイトルで読売テレビの「ドラマDiVE」枠にてテレビドラマが放送された。

## あらすじ
東京に住むエンジニアの福山健太とデザイナーの山口千尋は共に恋愛に関しては奥手な者同士。そんな2人はマッチングアプリをきっかけに出会い、時折一緒に食事へ行く仲にまで進展するも、その矢先に健太は浜松市への転勤を命じられてしまう。せっかく出会った千尋との別れを覚悟する健太だったが、千尋も短期間で健太と別れたくないという思いを打ち明け、健太に対し突然結婚したいと切り出す。唐突な千尋の提案に驚きつつも、健太もそれを受け入れる。こうして交際期間ほぼゼロのまま夫婦となった2人は、東京と浜松をお互いに行き来しながらの週末婚という形でBBQをはじめとした主にアウトドアでの料理を楽しみながら仲を深めていく。

## 登場人物

### 主人公
福山健太
メーカーエンジニアで、趣味はBBQ。恋愛には奥手で、そんな状況を打破しようと友人の勧めでマッチングアプリを始める。しかし結果は散々で、千尋と出会うまでに2回デートの約束をすっぽかされている。満を持して臨んだ3回目のデートにも相手が現れず、諦めて店を出たタイミングで、デートの相手である千尋と対面する。急遽入った焼肉屋で千尋と打ち解け合い、互いの連絡先を交換。その後、何度か食事に行き親睦を深めるも、ある日突然会社から浜松市への転勤を命ぜられる。一度は千尋との進展を諦めて別れを告げるが、結婚を申し込んで来た千尋の気持ちを受け入れ晴れて夫婦に。週末のアウトドアを楽しむ際は、千尋を喜ばせようと頑張り、豊富な知識でリード役に回ることも多い。
山口千尋 → 福山千尋
広告会社に勤務するデザイナー。外見は一見クールだが、健太に突然の結婚を申し込むなど情熱的な側面もある。当初は東京で勤務しながら週末は健太に会いに東京と浜松を往復するという生活を続けていたが、その後退社・独立して健太と浜松で同居することを決意、第4巻収録の33話でついに浜松市に移住。父親は大学教授で、早くに母親を亡くし、一人娘として男手一つで育てられた。

### その他登場人物
伏見
千尋の勤務していた広告会社の上司。千尋を自分の妹の様にかわいがり、彼女の退社・独立後も協力を約束してくれている。健太のことを「BBQメガネ」と呼ぶ。
宇佐美
千尋の勤務していた広告会社の元上司。現在は退社・独立しているが、やはり千尋への協力は申し出ている。
戸田
健太が東京に住んでいた頃の会社の同期。健太が浜松に異動して後も、恋愛に奥手な健太からアドバイスを求められることが多い。
三船
浜松に住む健太の会社の後輩。新婚の健太を羨ましく見ている一方、幼馴染みの莉奈に片思いされて困惑中。
莉奈
健太の会社の後輩・三船の幼馴染み。浜松に移住後、第4巻・34話で自動車教習所に通い始めた千尋と出会う形で初登場、その後三船の知り合いと判明。三船を「みっくん」と呼び片思い中。

## 評価
ライターの花森リドは本作を「おいしそうな題名」であると述べている。内容については、自宅のコンロでも作れるようなレシピや使用する道具を紹介しており、登場人物の人柄も合わせて「優しくて信頼できる漫画」だと評価している。
また、静岡県浜松市の鈴木康友市長が、同市ホームページの2021年6月号のコラム欄において、当作品誕生経緯の裏話および魅力に触れ、また内容を引用しての市の魅力発信を呼び掛けている。

## 書誌情報
- ハナツカシオリ『焼いてるふたり』講談社〈モーニングKC〉、既刊20巻（2025年6月23日現在）
  1. 2020年12月23日発売[7][講 1]、ISBN 978-4-06-521539-5
  2. 2021年3月23日発売[講 2]、ISBN 978-4-06-522386-4
  3. 2021年6月23日発売[講 3]、ISBN 978-4-06-523487-7
  4. 2021年9月22日発売[講 4]、ISBN 978-4-06-524558-3
  5. 2021年12月23日発売[講 5]、ISBN 978-4-06-526256-6
  6. 2022年3月23日発売[講 6]、ISBN 978-4-06-526996-1
  7. 2022年6月22日発売[講 7]、ISBN 978-4-06-528053-9
  8. 2022年9月22日発売[講 8]、ISBN 978-4-06-529019-4
  9. 2022年12月22日発売[講 9]、ISBN 978-4-06-530009-1
  10. 2023年3月23日発売[講 10]、ISBN 978-4-06-530860-8
  11. 2023年6月22日発売[講 11]、ISBN 978-4-06-531823-2
  12. 2023年9月22日発売[講 12]、ISBN 978-4-06-532838-5
  13. 2023年12月21日発売[講 13]、ISBN 978-4-06-533775-2
  14. 2024年3月22日発売[講 14]、ISBN 978-4-06-534921-2
  15. 2024年6月21日発売[講 15]、ISBN 978-4-06-535775-0
  16. 2024年7月23日発売[講 16]、ISBN 978-4-06-535983-9
  17. 2024年9月20日発売[講 17]、ISBN 978-4-06-536729-2
  18. 2024年12月23日発売[講 18]、ISBN 978-4-06-537668-3
  19. 2025年3月21日発売[講 19]、ISBN 978-4-06-538636-1
  20. 2025年6月23日発売[講 20]、ISBN 978-4-06-539614-8

## イベント
2022年9月22日から10月23日まで、単行本第8巻の発売を記念して、静岡県浜松市にある浜名湖サービスエリアとコラボレートし、イベントを開催した。

## テレビドラマ
『焼いてるふたり 〜交際0日 結婚から恋をはじめよう〜』のタイトルで、2024年7月5日（4日深夜）から9月6日（5日深夜）まで読売テレビの「ドラマDiVE」枠と中京テレビにて放送された。主演は黒羽麻璃央と松村沙友理。

### キャスト

#### 主要人物
福山健太〈30〉
演 - 黒羽麻璃央
「浜北設備設計」のエンジニア。浜松本社に転勤。
山口千尋〈30〉
演 - 松村沙友理
「U&Eデザインラボ」のデザイナー。

#### 周辺人物
伏見京子〈47〉
演 - 紺野まひる
千尋の上司でお姉さん的存在。
戸田裕貴〈30〉
演 - 濱正悟
健太の同期で唯一の相談相手。「浜北設備設計」東京支社営業部に勤務。
三船拓海〈26〉
演 - 金子隼也
「浜北設備設計」浜松本社に勤務。健太の後輩で憎めない天然系男子。
島田佳苗
演 - めがね
千尋の後輩でムードメーカーな個性派女子。
安西真奈
演 - 八木響生
千尋の後輩でお茶目なイマドキ女子。

### スタッフ
- 原作 - ハナツカシオリ『焼いてるふたり』（講談社『モーニング』連載）[4]
- 脚本 - いとう菜のは[4]
- 監督 - 北川瞳、平井淳史[4]
- 音楽 - 入江陽 & Pakuru Band
- オープニング主題歌 - ナツノコエ「Step by Step」（Happinet Music / KURAMAE RECORDS）[8]
- エンディング主題歌 - moon drop「風のお便り」（ビクターエンタテインメント）[8]
- チーフプロデューサー - 三上順治（読売テレビ）、池田京平（中京テレビ）
- プロデューサー - 前西和成（読売テレビ）、宮川竜之介（読売テレビ）、加藤梨来（中京テレビ）、辻村享（中京テレビ）、長汐祐人（AOI Pro.）、長澤佳也
- 製作プロダクション - AOI Pro.[4]
- 製作 - 「焼いてるふたり」製作委員会、読売テレビ、中京テレビ[4]

### 放送日程
| 各話   | 放送日  | サブタイトル               | 監督     |
| ------ | ------- | -------------------------- | -------- |
| 第1話  | 7月05日 | 私たち結婚しませんか?      | 北川瞳   |
| 第2話  | 7月12日 | 初デートは浜松BBQ!         | 北川瞳   |
| 第3話  | 7月19日 | ジャークチキンで乾杯!      | 北川瞳   |
| 第4話  | 7月26日 | さっぱり餃子で急接近!      | 平井淳史 |
| 第5話  | 8月02日 | はじめての夫婦喧嘩…!?      | 平井淳史 |
| 第6話  | 8月09日 | 父の涙と秘密の告白!?       | 平井淳史 |
| 第7話  | 8月16日 | 夏休みはドキドキ同棲生活!? | 北川瞳   |
| 第8話  | 8月23日 | 旅行…温泉…そして!?         | 北川瞳   |
| 第9話  | 8月30日 | 夫婦の距離感…そして決意    | 北川瞳   |
| 最終話 | 9月06日 | 絆をつなぐ願い             | 北川瞳   |

- 第4話・第5話は前日放送の『news zero』拡大放送（23:00 - 翌0:09）のため、10分繰り下げられ、翌1:09 - 1:39に放送された。
- 第6話は前日放送の『突破ファイル』拡大放送（19:00 - 21:20）・『news zero』拡大放送（23:00 - 翌0:09）のため、計30分繰り下げられ、翌1:29 - 1:59に放送された。
- 第9話は『24時間テレビ47 愛は地球を救うのか? カウントダウン』（翌0:54 - 1:04）放送のため、5分繰り下げられ、翌1:04 - 1:34に放送された。

### 放送局
| 放送期間                | 放送時間                     | 放送局         | 対象地域   | 備考           |
| ----------------------- | ---------------------------- | -------------- | ---------- | -------------- |
| 2024年7月5日 - 9月6日   | 金曜 0:59 - 1:29（木曜深夜） | 読売テレビ     | 近畿広域圏 | 制作局         |
|                         |                              | 中京テレビ     | 中京広域圏 |                |
| 2024年7月8日 - 9月9日   | 月曜 1:25 - 1:55（日曜深夜） | 静岡第一テレビ | 静岡県     | 初回は10分押し |
| 2024年7月9日 - 9月10日  | 火曜 0:59 - 1:29（月曜深夜） | 長崎国際テレビ | 長崎県     |                |
|                         | 火曜 1:29 - 1:59（月曜深夜） | 福岡放送       | 福岡県     |                |
| 2024年7月16日 - 9月17日 | 火曜 0:59 - 1:29（月曜深夜） | 熊本県民テレビ | 熊本県     |                |
| 2024年7月19日 - 9月20日 | 金曜 0:59 - 1:29（木曜深夜） | ミヤギテレビ   | 宮城県     |                |

| 読売テレビ ドラマDiVE                       | 読売テレビ ドラマDiVE                                                       | 読売テレビ ドラマDiVE                    |
| 前番組                                      | 番組名                                                                      | 次番組                                   |
| ------------------------------------------- | --------------------------------------------------------------------------- | ---------------------------------------- |
| シークレット同盟 （2024年4月5日 - 6月21日） | 焼いてるふたり 〜交際0日 結婚から恋をはじめよう〜 （2024年7月5日 - 9月6日） | つづ井さん （2024年10月11日 - 12月27日） |

### 講談社コミックプラス
以下の出典は講談社コミックプラス（講談社）内のページ。書誌情報の発売日の出典としている。
1. ↑  “焼いてるふたり（1）”.   講談社. 2021年6月27日閲覧。
2. ↑  “焼いてるふたり（2）”.   講談社. 2021年6月27日閲覧。
3. ↑  “焼いてるふたり（3）”.   講談社. 2021年6月27日閲覧。
4. ↑  “焼いてるふたり（4）”.   講談社. 2021年9月22日閲覧。
5. ↑  “焼いてるふたり（5）”.   講談社. 2021年12月23日閲覧。
6. ↑  “焼いてるふたり（6）”.   講談社. 2022年3月23日閲覧。
7. ↑  “焼いてるふたり（7）”.   講談社. 2022年10月7日閲覧。
8. ↑  “焼いてるふたり（8）”.   講談社. 2022年10月7日閲覧。
9. ↑  “焼いてるふたり（9）”.   講談社. 2022年12月22日閲覧。
10. ↑  “焼いてるふたり（10）”.   講談社. 2023年3月23日閲覧。
11. ↑  “焼いてるふたり（11）”.   講談社. 2023年6月22日閲覧。
12. ↑  “焼いてるふたり（12）”.   講談社. 2023年9月22日閲覧。
13. ↑  “焼いてるふたり（13）”.   講談社. 2023年12月21日閲覧。
14. ↑  “焼いてるふたり（14）”.   講談社. 2024年3月22日閲覧。
15. ↑  “焼いてるふたり（15）”.   講談社. 2024年6月21日閲覧。
16. ↑  “焼いてるふたり（16）”.   講談社. 2024年6月21日閲覧。
17. ↑  “焼いてるふたり（17）”.   講談社. 2024年9月20日閲覧。
18. ↑  “焼いてるふたり（18）”.   講談社. 2024年12月23日閲覧。
19. ↑  “焼いてるふたり（19）”.   講談社. 2025年3月21日閲覧。
20. ↑  “焼いてるふたり（20）”.   講談社. 2025年6月23日閲覧。